# دویبن
دویبن (به آلمانی: Deuben) یک منطقهٔ مسکونی در آلمان است که در تویشرن واقع شده‌است. دویبن ۱٬۰۹۹ نفر جمعیت دارد.